# Albacete Balompié
Albacete Balompié är en spansk fotbollsklubb från staden Albacete. Säsongen 2004/05 blev laget nedflyttat till Segunda División efter att ha kommit näst sist i Primera División. 2005/06 kom laget på 13:e plats i Segunda División. Laget spelar sina hemmamatcher på Estadio Carlos Belmonte som har plats för 17 300 åskådare.